# Dichotomius fissus
Dichotomius fissus là một loài bọ cánh cứng trong họ Bọ hung (Scarabaeidae).